# 요네자와시
요네자와시(일본어: 米沢市)는 일본 도호쿠 지방 남부, 야마가타현 남동부에 있는 시이다. 오키타마 지방의 중심 도시로 오키타마 종합지청의 소재지이기도 하다. 예전에는 미나미오키타마군 및 히가시오키타마군에 속했다.
가마쿠라 시대에는 나가이씨의 영지, 무로마치 시대 초기부터는 다테씨의 영지가 되었고 센고쿠 시대에 다테씨의 본거지가 되었다. 다테 마사무네는 요네자와성에서 태어나 이와데야마(현 미야기현 오사키시)로 이전할 때까지 요네자와를 지배했다. 에도 시대부터 메이지 시대의 폐번치현까지는 우에스기씨의 성시가 되었다. 우에스기씨와의 인연 때문에 조에쓰시(니가타현 서부)와의 관계도 깊다.

## 역사
- 에도 시대에는 요네자와번에 속했다.
- 1871년 8월 29일 - 폐번치현으로 요네자와는 오키타마현의 현청 소재지가 되었다.
- 1876년 8월 21일 - 오키타마현이 야마가타현 등과 합병해 이후에는 야마가타현에 속하게 되었다.
- 1889년 4월 1일 - 요네자와시가 성립하였다.
- 1899년 5월 15일 - 오우 본선 요네자와역이 개업하였다.

## 지리
남부와 동부는 넓은 산지로 둘러싸여 있어 분지이다. 일반적으로는 요네자와 분지로 불린다. 특히 남단의 아즈마 연봉 일대는 반다이아사히 국립공원을 이루며 덴겐 스키장과 구리코 국제 스키장이 있다. 시가지는 시안 북부에 있고 모가미강 서안의 요네자와 성지 부근에 집중한다.

### 기후
사계절의 변화가 풍부하다. 대체로 분지 특유의 기후를 나타내 여름에는 30도를 넘는 날이 많고 겨울은 영하로 떨어지는 날이 많다. 동해 너머 계절풍의 영향으로 겨울에는 최심 적설이 1m를 넘는 해도 있어 야마가타현에서도 폭설 지대이며 이러한 기후를 이용한 과일 재배가 번성한다.
| 요네자와시의 기후                                            | 요네자와시의 기후 | 요네자와시의 기후 | 요네자와시의 기후 | 요네자와시의 기후 | 요네자와시의 기후 | 요네자와시의 기후 | 요네자와시의 기후 | 요네자와시의 기후 | 요네자와시의 기후 | 요네자와시의 기후 | 요네자와시의 기후 | 요네자와시의 기후 | 요네자와시의 기후 |
| 월                                                           | 1월               | 2월               | 3월               | 4월               | 5월               | 6월               | 7월               | 8월               | 9월               | 10월              | 11월              | 12월              | 연간              |
| ------------------------------------------------------------ | ----------------- | ----------------- | ----------------- | ----------------- | ----------------- | ----------------- | ----------------- | ----------------- | ----------------- | ----------------- | ----------------- | ----------------- | ----------------- |
| 역대 최고 기온 °C (°F)                                       | 13.6 (56.5)       | 16.4 (61.5)       | 21.2 (70.2)       | 29.9 (85.8)       | 34.7 (94.5)       | 34.7 (94.5)       | 36.5 (97.7)       | 37.7 (99.9)       | 36.8 (98.2)       | 29.6 (85.3)       | 24.6 (76.3)       | 17.8 (64.0)       | 37.7 (99.9)       |
| 일평균 최고 기온 °C (°F)                                     | 2.6 (36.7)        | 3.5 (38.3)        | 7.6 (45.7)        | 15.5 (59.9)       | 22.0 (71.6)       | 25.3 (77.5)       | 28.4 (83.1)       | 29.9 (85.8)       | 25.4 (77.7)       | 19.1 (66.4)       | 12.2 (54.0)       | 5.5 (41.9)        | 16.4 (61.5)       |
| 일일 평균 기온 °C (°F)                                       | −0.8 (30.6)       | −0.5 (31.1)       | 2.7 (36.9)        | 9.3 (48.7)        | 15.6 (60.1)       | 19.8 (67.6)       | 23.4 (74.1)       | 24.5 (76.1)       | 20.1 (68.2)       | 13.5 (56.3)       | 7.1 (44.8)        | 1.7 (35.1)        | 11.4 (52.5)       |
| 일평균 최저 기온 °C (°F)                                     | −4.4 (24.1)       | −4.6 (23.7)       | −1.7 (28.9)       | 3.5 (38.3)        | 9.7 (49.5)        | 15.0 (59.0)       | 19.4 (66.9)       | 20.2 (68.4)       | 15.9 (60.6)       | 9.0 (48.2)        | 2.7 (36.9)        | −1.7 (28.9)       | 6.9 (44.4)        |
| 역대 최저 기온 °C (°F)                                       | −17.3 (0.9)       | −18.2 (−0.8)      | −12.6 (9.3)       | −5.3 (22.5)       | 0.6 (33.1)        | 6.9 (44.4)        | 7.0 (44.6)        | 12.3 (54.1)       | 5.3 (41.5)        | −1.0 (30.2)       | −7.9 (17.8)       | −14.4 (6.1)       | −18.2 (−0.8)      |
| 평균 강수량 mm (인치)                                        | 159.5 (6.28)      | 101.8 (4.01)      | 85.5 (3.37)       | 67.4 (2.65)       | 71.1 (2.80)       | 114.0 (4.49)      | 177.9 (7.00)      | 151.4 (5.96)      | 128.2 (5.05)      | 117.7 (4.63)      | 105.0 (4.13)      | 158.2 (6.23)      | 1,444.6 (56.87)   |
| 평균 강설량 cm (인치)                                        | 267 (105)         | 196 (77)          | 103 (41)          | 8 (3.1)           | 0 (0)             | 0 (0)             | 0 (0)             | 0 (0)             | 0 (0)             | 0 (0)             | 7 (2.8)           | 146 (57)          | 711 (280)         |
| 평균 강수일수 (≥ 1.0 mm)                                     | 21.6              | 17.3              | 15.2              | 11.1              | 9.6               | 10.5              | 14.3              | 11.3              | 11.2              | 11.0              | 14.8              | 19.6              | 167.5             |
| 평균 강설일수 (≥ 3 cm)                                       | 21.8              | 18.3              | 12.4              | 1.2               | 0                 | 0                 | 0                 | 0                 | 0                 | 0                 | 0.8               | 11.0              | 65.5              |
| 평균 월간 일조시간                                           | 61.5              | 87.1              | 144.5             | 179.9             | 202.2             | 165.3             | 145.7             | 182.6             | 139.6             | 129.8             | 96.9              | 64.9              | 1,595.8           |
| 출처: 일본 기상청 (평년값: 1991년~2020년, 극값: 1976년~현재) |                   |                   |                   |                   |                   |                   |                   |                   |                   |                   |                   |                   |                   |

## 교통

### 철도
- 동일본 여객철도
  - 야마가타 신칸센
  - 오우 본선(야마가타선)
  - 요네사카선

### 도로
- 도호쿠 중앙 자동차도
- 국도 13호선
- 국도 121호선
- 국도 287호선

## 인구
| 연도 | 인구   | ±%     |
| ---- | ------ | ------ |
| 1920 | 75,039 | —      |
| 1930 | 77,716 | +3.6%  |
| 1940 | 82,770 | +6.5%  |
| 1950 | 94,649 | +14.4% |
| 1960 | 96,991 | +2.5%  |
| 1970 | 92,764 | −4.4%  |
| 1980 | 92,823 | +0.1%  |
| 1990 | 94,760 | +2.1%  |
| 2000 | 95,396 | +0.7%  |
| 2010 | 89,392 | −6.3%  |

## 자매 도시
- 일본 미야자키현 고유군 다카나베정
- 일본 니가타현 조에쓰시
- 일본 니가타현 미나미우오누마시
- 일본 오키나와현 오키나와시
- 일본 아이치현 도카이시
- 미국 워싱턴주 모세레이크
- 브라질 상파울루주 타우바테